# Àngel Rodríguez Lozano

Àngel Rodríguez Lozano (Figueres, 1966) és professor, escriptor, poeta i pastisser. Fill d'Ernest Rodríguez Jiménez i d'Ángela Lozano. Es llicencia en filosofia l'any 1989 per la Universitat de Barcelona i té estudis de doctorat (1989-1991).

## Obres
- Voracitat blanca. Figueres: l'autor, 1989 (signat amb el pseudònim Àngel Custodi)
- Els Territoris del mal: narració poética. Figueres: Funerals, 1989. (Signat amb el pseudònim d'Àngel Custodi).
- Monstruari. Figueres: l'autor, 1994. (signat amb el pseudònim Àngel Custodi)
- Papers d'Ultramort. Vic: Emboscall, 1999. (signat amb el pseudònim Àngel Custodi)
- Somnis de sucre candi. Barcelona: Columna, 1999 (guanyador del Premi de Poesia Divendres Culturals de Cerdanyola)
- Neuropa: semblança d'un ciutadà inadvertit. Vic: Emboscall, 2000 (signat amb el pseudònim Àngel Custodi)
- El Vent de l'entropia. Vic: Emboscall, 2006.
- Cave canem = compte amb el gos. Vic: Emboscall, 2001.
- La Pastisseria a mà: formulari de confiteria i rebosteria. Ernest Rodríguez i Àngel Rodríguez. Vic: Emboscall, 2004. (en col·laboració amb el seu pare)
- Romances y trovos del Ciego Corrales. Recopilació, introducció i notes: Ángel Rodríguez Lozano. Albuñol: Ayuntamiento de Albuñol, 2007.
- Sota les mans. Girona: Senhal, 2009.
- Infraflor. Tordera: Emboscall, 2011.
- L'Hora sororal. Girona: Senhal, 2013.
- Torxes. Tordera: Emboscall, 2014.[2][3]
- Ignasi Bassedas Galofré, un mestre republicà, maçó i catalanista. [S.l.] : Emboscall, 2015. ISBN 9788492563944[4]
- Neuropa profunda. Vic : Emboscall, 2016[5]
- Arbres de sel estompé = Arbres de sal desdibuixada : poésie 1998-2016. Traduction et préface de Núria Colomer. Vic : Emboscall, 2017
- Matèria mare. Il·lustracions de Montserrat Pibernat Valls. Boadella : Licàngel, 2018[6]
- Psicòsia. Àngel Custodi ; Il·lustracions de Frederic Fortunet Lorca. Boadella d'Empordà : Licàngel, gener de 2020
- El jardí de les oques. Boadella d'Empordà: Edicions Licàngel, setembre de 2021.